# Nigdylandia
Nigdylandia – amerykańsko-kanadyjski dramat z 2005 roku.

## Główne role
- Aaron Eckhart – Zach Riley
- Ian McKellen – Gabriel Finch
- Brittany Murphy – Maggie Blake
- Nick Nolte – T.L. Pierson
- Jessica Lange – Katherine Pierson
- William Hurt – Dr Peter Reed
- Bill Bellamy – Martin Sands
- Alan Cumming – Jake
- Vera Farmiga – Eleanna
- Michael Moriarty – Dick
- Ken Roberts – Terrence
- Cynthia Stevenson – Sally
- Lorena Gale – Judy

## Fabuła
Zach Riley jest synem pisarza T.L. Piersona, który popełnił samobójstwo. Podejmuje on pracę w szpitalu psychiatrycznym Milwood Clinic, gdzie ojciec spędził ostatnie lata swojego życia. Po wielkim sukcesie swojej książki dla dzieci Nigdylandii zaczął brać narkotyki i wpadł w chorobę psychiczną. Matka Zacha od początku obwiniała go o tę śmierć, dlatego Zach postanawia odkryć prawdę. Pomagają mu w tym Gabriel Finch – przyjaciel ojca, pacjent szpitala i dziennikarka Maggie Blake.